# Un curioso accidente
Un curioso accidente est une comédie en trois actes de Carlo Goldoni dont la première représentation s'est déroulée à Venise en 1760. 

## Intrigue
L’action se passe en Hollande.  Filiberto, un riche négociant de La Haye, accueille chez lui depuis quelque temps un militaire français, le lieutenant de la Cotterie, ainsi que Gascogne, le valet du lieutenant.  Ce que Filiberto ignore, c'est que sa fille, Giannina et de la Cotterie se sont secrètement épris l'un de l'autre.  
Sachant que Filiberto ne sera pas favorable à leur union, le militaire annonce qu'il souhaite regagner la France.  Mais Giannina n'a pas du tout l'intention de le laisser partir.  Elle va donc mettre au point une stratégie pour permettre au lieutenant de rester près d'elle.

## Personnages
- Monsieur Filiberto, riche marchand
- Giannina, sa fille
- Monsieur Riccardo, important financier
- Costanza, sa fille
- Monsieur de la Cotterie, lieutenant français
- Marianna, femme de chambre de Giannina
- Monsieur Gascogne, valet du lieutenant